# 迪維希人
迪維希人（Dhivehi people）是來自南亞次大陸的民族之一，是一個生活於印度次大陸地區的民族，總人口約四十萬，主分佈區位於馬爾代夫，印度和拉克沙群島，使用迪維希語之馬勒方言。迪維希人的歷史和文字記載可追溯到兩千年之久。

## 歷史

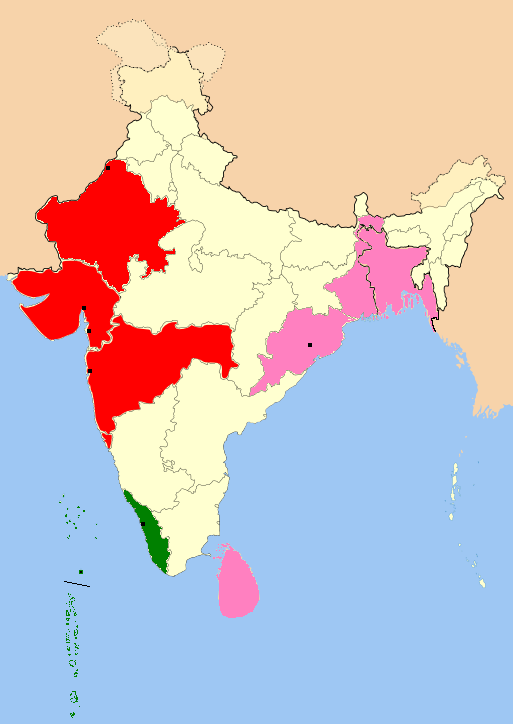
迪維希人起源圖

歷史學家據認為迪維希人祖先在前2500年至前1700年之間從西北印度和西印度抵達南印度、拉克沙群島以及馬爾代夫區域。迪維希人自從前六世紀形成了獨特的民族。古代西北印度Dasyus族和西印度Kunbis族被認為是現今迪維希人的祖先。但是孟加拉語人、奧里雅人和僧伽羅人與迪維希人有血緣關係，由於持久貿易和旅遊的聯繫。根據當地傳說，Tivaru族是馬爾代夫的原居民，迪維希人後來遷移到馬爾代夫群島之時，大多數Tivaru人已經移動到斯里蘭卡。

## 人口和地理分佈

### 印度迪維希人
大多數印度迪維希人住在印度聯盟境內的米尼科伊島上, 在拉克沙群島之迪維希人佔15.67％總人口。也有迪維希社區在印度其他地區，當中有不少迪維希人定居在科澤科德區、馬拉浦南區、厄那庫拉穆區及喀拉拉邦南部之特里凡得瑯區。喀拉拉邦的迪維希人社區早在十七世紀就定居下來了。

### 馬爾代夫迪維希人
根據馬爾代夫政府官方數字，100％的馬爾代夫人口是迪維希人。

### 遺傳學
在血統上來講，迪維希人可能具有與僧伽羅人、孔卡尼人及古吉拉特人血統相同，但這方面的研究還沒有進行。

## 文化
迪維希人文化在很大程度上受到馬拉巴爾人、僧伽羅人、波斯人及阿拉伯人之影響。

### 語言與文學
迪維希人對迪維希語有相當濃厚的情感。這對迪維希人的身分認同而言相當重要，歷史上如此，很大程度上現在也是。這種語言不像其他南印度的語言，它是一種印歐語系的語言，而大部分南印度語屬於達羅毗荼語系。然而，在這種語言中也能找到鄰近地區的達羅毗荼語的痕跡，它包含了一些來自達羅毗荼語系的外來詞彙。

### 視覺藝術和建築
傳統迪維希藝術是受到波斯-阿拉伯文化影響，因為迪維希人大多數是信伊斯蘭教。

### 表演藝術
傳統的迪維希人表演藝術有印度，甚至非洲的根源。

### 武術
迪維希人中的武術被稱為"hevikamuge kulhivaruthak"，然而他們傳統摔跤被稱作 "gulhamathi hifung"。

### 節日
大多數迪維希人節日都與伊斯蘭教相關，但也有一些節日是屬於傳統的迪維希人文化, 例如風箏節。傳統膳食是稱為"Keyn"，通常是10-12人份, 有包括水稻、咖哩、沙拉、烤魚、椰子油、椰子糖漿、香蕉等美食。
| 節日             | 2008     | 2009     | 2010     |
| ---------------- | -------- | -------- | -------- |
| 伊斯蘭新年       | 1月10日  | ---      | ---      |
| 阿修羅日         | 1月19日  | 1月7日   | ---      |
| Mawlid an-Nabi   | 3月20日  | 3月9日   | 2月26日  |
| Lailat al Miraj  | 7月31日  | 7月20日  | ?        |
| Lailat al-Baraat | 8月18日  | 8月7日   | ?        |
| 拉馬丹           | 9月1日   | 8月22日  | 8月11日  |
| Lailat al Qadr   | 9月28日  | 9月17日  | ?        |
| Eid ul-Fitr      | 10月1日  | 9月21日  | 9月10日  |
| Eid ul-Adha      | 12月8日  | 11月27日 | 11月17日 |
| 伊斯蘭新年       | 12月29日 | 12月18日 | 12月7日  |
| 阿修羅日         | ---      | 12月17日 | 12月17日 |

### 料理

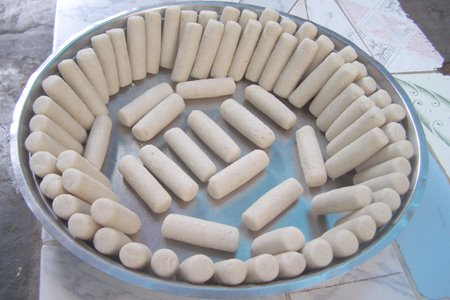
迪維希人的傳統鮪魚美食

米飯是迪維希人主要副食品，通常与鮪魚湯煮熟,下面是一些特別菜餚。
Boakuri Banbukeyo：麵包果製造 (去皮，芯洗淨，切割), 腳輪糖和水，把所有的成分中厚平底鍋，煮在低熱量偶爾攪拌，直到所有的麵包塗有焦糖糖。
Bocholhi：由米粉和椰子製造 – 半碎添加椰子糖漿混合所有的原料和廚師較溫和的加熱，直到混合物的增厚。
Foni Bis Fathafolhi：由巴特那米粉, 椰子連鑄機糖, 椰子牛奶，雞蛋和油, 混合米粉，糖，椰子，使沙地紋理. 形成了海灣中部的大米混合，並添加了雞蛋和椰奶的一半。 
Godhan Furhu Boa Folhi：由麵粉，椰子製造 – 雞蛋，椰子油，茉莉水，椰子糖漿, 桂皮粉，荳蔻粉，油。 所有成分混合在一起。 
Han'dulu Ulhaali：由巴特那米粉、椰絲、粉狀糖、雞蛋、熱水、麵粉、油和椰子樹糖漿構成的。
Karukuri Ala：由油炸芋頭，椰子糖漿和水茉莉構成的。
Kulhi Bis Fathafolhi：由巴特那米粉，椰子（磨碎），雞蛋，洋蔥（切成薄片），咖哩葉（切碎），櫻桃辣椒，青檸汁，生薑，鹽和油構成的。

### 宗教
迪維希人大多是穆斯林，但也有某些不遵守伊斯蘭教。

## 社區
二十多年前，大多數莫爾人不是用出生的名字。相反，他們被稱 「Dohuttu」, 「Lahuttu」, 「Tutteedi」, 「Kudamaniku」或「Don Goma」。 然而古代迪維希人命名系統是与古吉拉特人和馬拉特人很類似。即使現在还有一些人采用這種制度。頻繁的迪維希人姓氏包括：Bee, Beefan, Boo, Didi, Fan, Fulhu, Kader, Kalaminja, Kalinga, Kavah, Kavya, Koi, Koya, Manik, Manika, Manike, Manikfan, Naha, Raha, Rana, Tarkan, Thakhan, Thakur, Thakurfan, Veer.

## 閱讀
| - Bell, HCP, , Royal Asiatic Society, Colombo, 1940, ISBN 99915 3 051 7. - Cain, Bruce D, , PhD thesis presented to the Faculty of the Graduate School at Cornell University, 2000. - Geiger, Wilhem, , Journal of the Ceylon Branch of the Royal Asiatic Society, Colombo, 2001. | - Reynolds, C H B, , in Buddhist Studies in Honour of I. B. Horner, Dordrecht, 1974. - Romero-Frias, Xavier, , Nova Ethnographia Indica, Barcelona, 1999, ISBN 8472548015. - Vitharana, V, , Academy of Sri Lankan Culture, 1987. |

## 外部連結
- 馬勒語言介紹